# Olbramice (Ostrava városi járás)
Olbramice település Csehországban, Ostrava városi járásban. Olbramice Bílovec, Čavisov, Zbyslavice, Klimkovice, Bítov és Bravantice településekkel határos. Lakosainak száma 725 fő (2024. január 1.).

## Népesség
A település lakosságának változását az alábbi diagram mutatja:
| Lakosok száma | 380  | 434  | 468  | 441  | 436  | 643  | 666  | 714  | 697  | 725  |
|               | 1869 | 1900 | 1921 | 1961 | 1980 | 2011 | 2016 | 2019 | 2021 | 2024 |